# San Miguel Nocutzepo
San Miguel Nocutzepo är en ort i Mexiko.   Den ligger i kommunen Erongarícuaro och delstaten Michoacán de Ocampo, i den södra delen av landet, 270 km väster om huvudstaden Mexico City. San Miguel Nocutzepo ligger 2 050 meter över havet och antalet invånare är 939.
Terrängen runt San Miguel Nocutzepo är kuperad åt sydväst, men åt nordost är den platt. Runt San Miguel Nocutzepo är det ganska tätbefolkat, med 129 invånare per kvadratkilometer. Närmaste större samhälle är Pátzcuaro, 9,5 km öster om San Miguel Nocutzepo. I omgivningarna runt San Miguel Nocutzepo växer i huvudsak blandskog.